# Vasyl' Kravec'
Vasyl' Ruslanovyč Kravec' (in ucraino Василь Русланович Кравець?; Leopoli, 20 agosto 1997) è un calciatore ucraino, difensore del Metalist 1925.

## Caratteristiche tecniche
Terzino sinistro di spinta, con spiccate doti offensive, è dotato di un buon fisico.

## Carriera

### Club
Cresciuto nel settore giovanile del Karpaty, ha esordito in prima squadra il 10 maggio 2015, nella partita di campionato vinta per 2-0 contro il Čornomorec'. Dopo 35 presenze totali con il club ucraino, il 24 gennaio 2017 viene ceduto in prestito con diritto di riscatto al Lugo. Il 12 giugno viene acquistato a titolo definitivo.
Il 14 gennaio 2019 passa al Leganés, con cui si lega fino al 2023.
L'11 settembre 2020 effettua le visite mediche con il Lech Poznań, dove passa in prestito per una stagione con diritto di riscatto. Al termine di un'annata condita di alti e bassi non viene riscattato dai kolejorz, tornando così in Spagna. 

### Nazionale
Ha giocato in tutte le nazionali giovanili ucraine, esordendo con l'Under-21 il 22 marzo 2018, nell'amichevole vinta per 2-3 contro la Slovenia.

## Statistiche

### Presenze e reti nei club
Statistiche aggiornate al 30 giugno 2019.
| Stagione            | Club                | Campionato          | Campionato | Campionato | Coppe nazionali | Coppe nazionali | Coppe nazionali | Coppe continentali | Coppe continentali | Coppe continentali | Supercoppe | Supercoppe | Supercoppe | Totale | Totale |
| Stagione            | Club                | Comp                | Pres       | Reti       | Comp            | Pres            | Reti            | Comp               | Pres               | Reti               | Comp       | Pres       | Reti       | Pres   | Reti   |
| ------------------- | ------------------- | ------------------- | ---------- | ---------- | --------------- | --------------- | --------------- | ------------------ | ------------------ | ------------------ | ---------- | ---------- | ---------- | ------ | ------ |
| 2014-2015           | Karpaty Lviv        | PL                  | 2          | 0          | CU              | -               | -               | -                  | -                  | -                  | -          | -          | -          | 2      | 0      |
| 2015-2016           | Karpaty Lviv        | PL                  | 15         | 0          | CU              | 1               | 0               | -                  | -                  | -                  | -          | -          | -          | 16     | 0      |
| 2016-gen. 2017      | Karpaty Lviv        | PL                  | 15         | 0          | CU              | 2               | 0               | -                  | -                  | -                  | -          | -          | -          | 17     | 0      |
| Totale Karpaty Lviv | Totale Karpaty Lviv | Totale Karpaty Lviv | 32         | 0          |                 | 3               | 0               |                    | -                  | -                  |            | -          | -          | 35     | 0      |
| gen.-giu. 2017      | Lugo                | SD                  | 8          | 0          | CR              | -               | -               | -                  | -                  | -                  | -          | -          | -          | 8      | 0      |
| 2017-2018           | Lugo                | SD                  | 17         | 0          | CR              | 1               | 0               | -                  | -                  | -                  | -          | -          | -          | 18     | 0      |
| 2018-gen. 2019      | Lugo                | SD                  | 15         | 0          | CR              | 1               | 0               | -                  | -                  | -                  | -          | -          | -          | 16     | 0      |
| gen.-giu. 2019      | Leganés             | PD                  | 6          | 0          | CR              | 1               | 0               | -                  | -                  | -                  | -          | -          | -          | 7      | 0      |
| 2019-gen. 2020      | Leganés             | PD                  | 0          | 0          | CR              | 1               | 0               | -                  | -                  | -                  | -          | -          | -          | 1      | 0      |
| gen.-ago. 2020      | Lugo                | SD                  | 15         | 0          | CR              | 0               | 0               | -                  | -                  | -                  | -          | -          | -          | 15     | 0      |
| Totale Lugo         | Totale Lugo         | Totale Lugo         | 55         | 0          |                 | 2               | 0               |                    | -                  | -                  |            | -          | -          | 57     | 0      |
| 2020-2021           | Lech Poznań         | E                   | 18         | 0          | PP              | 2               | 0               | UEL                | 6                  | 0                  | -          | -          | -          | 26     | 0      |
| Totale carriera     | Totale carriera     | Totale carriera     | 111        | 0          |                 | 9               | 0               |                    | 6                  | 0                  |            | -          | -          | 126    | 0      |